# Пальцево (Белозерский район)
Пальцево — деревня в Белозерском районе Вологодской области.
Входит в состав Антушевского сельского поселения, с точки зрения административно-территориального деления — в Антушевский сельсовет.
Расположена на берегу Лозского озера. Расстояние по автодороге до районного центра Белозерска — 20 км, до центра муниципального образования села Антушево — 5 км. Ближайшие населённые пункты — Березово, Никоновская, Перховта.
По переписи 2002 года население — 14 человек.
В 2 км к северу от деревни расположена стоянка Попова Гора — памятник археологии.